# سیم‌سیتی: کارت بازی
سیم‌سیتی: کارت بازی (به انگلیسی: Sim City: The Card Game) یک بازی رایانه‌ای است. این بازی در تاریخ ۱۹۹۹ عرضه شده است.